# دانیل بویل
دانیل بویل (انگلیسی: Daniel Boyle) فیلم‌نامه‌نویس اهل اسکاتلند است.
از فیلم‌ها یا مجموعه‌های تلویزیونی که وی در آن‌ها نقش داشته‌است، می‌توان به هیمیش مکبث و تاگارت اشاره نمود.